# Astrid Guyart
Astrid Guyart (Suresnes, 17 de março de 1983) é uma esgrimista francesa, medalhista olímpica.

## Carreira
Guyart conquistou a medalha de prata nos Jogos Olímpicos de Verão de 2020 em Tóquio ao lado de Anita Blaze, Pauline Ranvier e Ysaora Thibus, após confronto contra as russas Inna Deriglazova, Larisa Korobeynikova, Marta Martyanova e Adelina Zagidullina na disputa de florete por equipes.